# Sint-Joseph (verdwenen molen)
Sint-Joseph was de naam van een windmolen die van 1904-1958 gestaan heeft in de buurtschap Heide.
Het betreft een ronde stenen molen van het type beltmolen die gefungeerd heeft als korenmolen.

## Geschiedenis
De molen werd in 1904 opgericht door de Coöperatie St. Joseph's molen, welke door 19 boeren van deze buurtschap werd gevormd. De opkomende invloed der coöperaties werd door de middenstanders, waartoe ook zelfstandige molenaars behoorden, gezien als een schrikbarende macht, aangezien zij concurrentie vreesden. De bij de coöperatie aangesloten boeren verplichtten zich om hun graan in de nieuwe molen te laten malen. Ook buitenstaanders mochten hun graan op deze molen laten malen.
In 1925 werd de molen overgenomen door de Limburgse Land- en Tuinbouwbond (LLTB). De molen werd echter geleidelijk aan weinig gebruikt.
Op het einde van de Tweede Wereldoorlog (1944) bleef de molen gespaard dankzij de snelle opmars van de Britten. Het malen gebeurde echter al spoedig in het pakhuis naast de molen, met behulp van elektriciteit. Zo kon het gebeuren dat de molen in verval raakte, en in 1954 werd besloten om de molen te slopen. Daar was protest tegen, maar in 1958 geschiedde het alsnog, omdat de herstelkosten te hoog werden bevonden.
Onderdelen van de molen werden gebruikt bij de herbouw van de molen Nooit Gedacht te Afferden.